# Mladen Matičević
Mladen Matičević (en serbe cyriillique : Младен Матичевић, né en 1965 à Belgrade) est un réalisateur et un scénariste.

## Biographie
Mladen Matičević a commencé sa carrière en tournant des documentaires pour la chaîne de télévision B92, dont le plus célèbre Geto (« Ghetto », réalisé en 1996, lui a valu de nombreuses récompenses,. 
En 2002, il a réalisé Jedan na jedan, qui a comme cadre le quartier des Blokovi, à Belgrade ; le film raconte l'histoire d'un jeune basketteur issu d'un quartier difficile et qui tente de s'en sortir grâce au sport. En 2006, il a réalisé Kako postati heroj (« Comment devenir un héros », dans lequel il se met en scène lui-même avec l'athlète Carl Lewis dans son propre rôle.